# Озеро Святе (гідрологічний заказник)
О́зеро Святе́ — гідрологічний заказник місцевого значення в Україні. Розташований у межах Турійського району Волинської області, на південний захід від села Дольськ. 
Площа 19,2 га. Створений на підставі рішення Волинської обласної ради № 12/3 від 30.05.2000 року. Перебуває у віданні Дольської сільської ради. 
Озеро карстового походження завглибшки до 4,5 м, оточене лісом, частково замулене. 
У лісі зростають сосна звичайна, вільха чорна, береза повисла, у прибережній смузі озера - очерет звичайний, рогіз широколистий та вузьколистий, лепеха звичайна, ситник розлогий. 
Типові види іхтіофауни озера: карась сріблястий, короп, лин, плітка, окунь, щука. Заказник є місцем гніздування багатьох видів птахів: лебідь-шипун, лиска, крижень, чирянка велика, кулик-сорока, коловодники звичайний і болотяний. 
Із ссавців трапляються бобер європейський та видра річкова, занесена до Червоної книги України та Європейського Червоного списку у статусі вразливого виду.

## Галерея

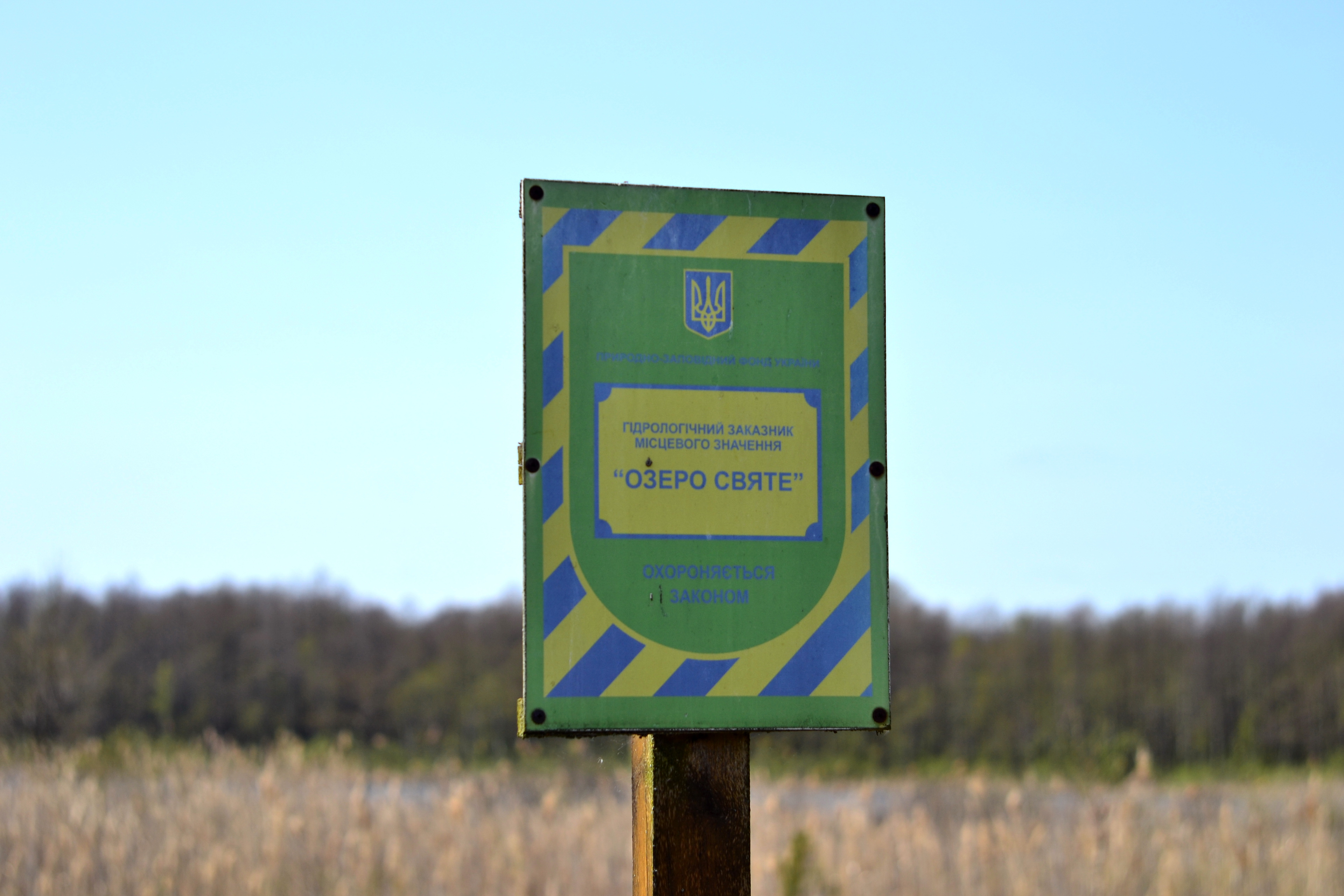
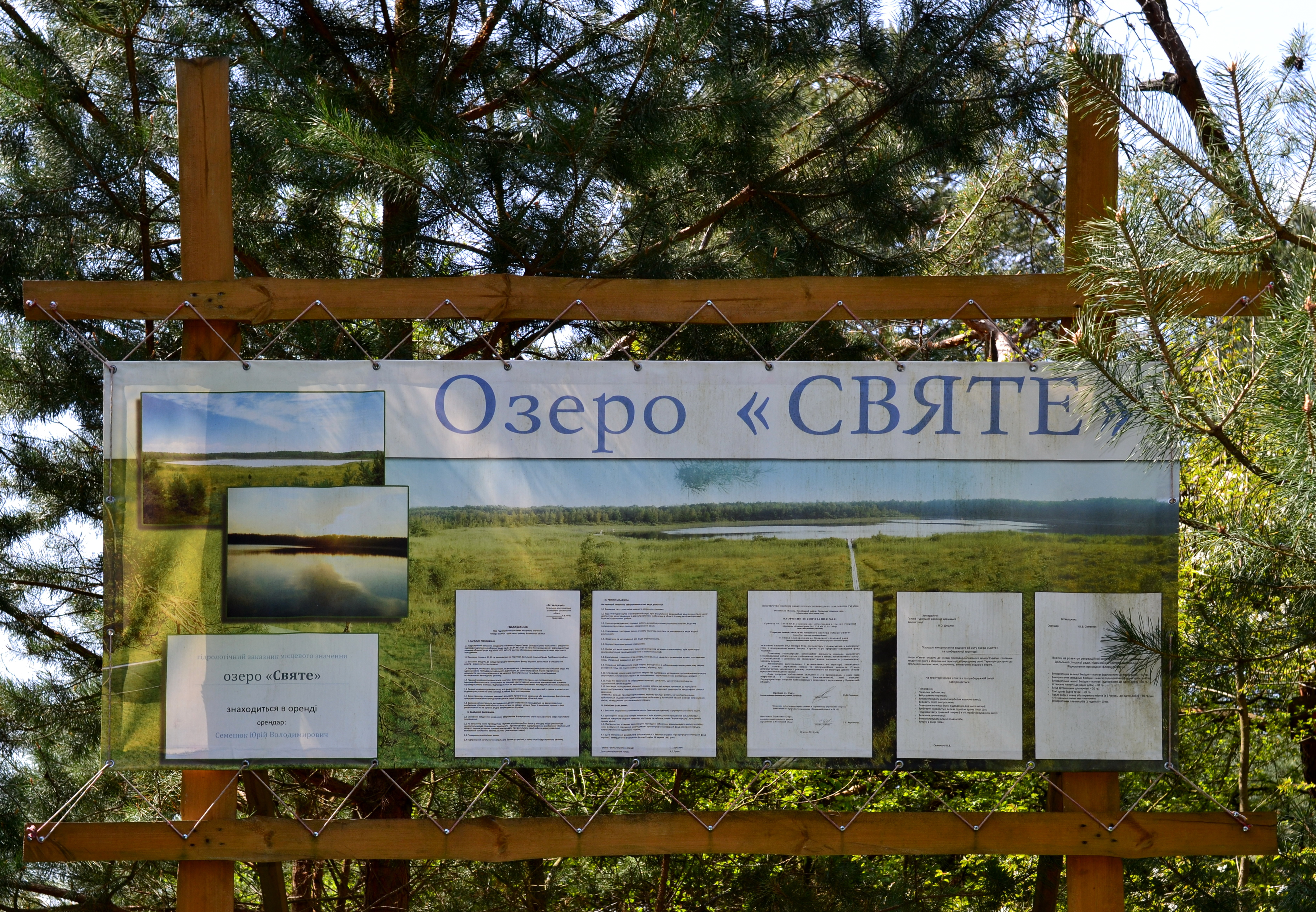
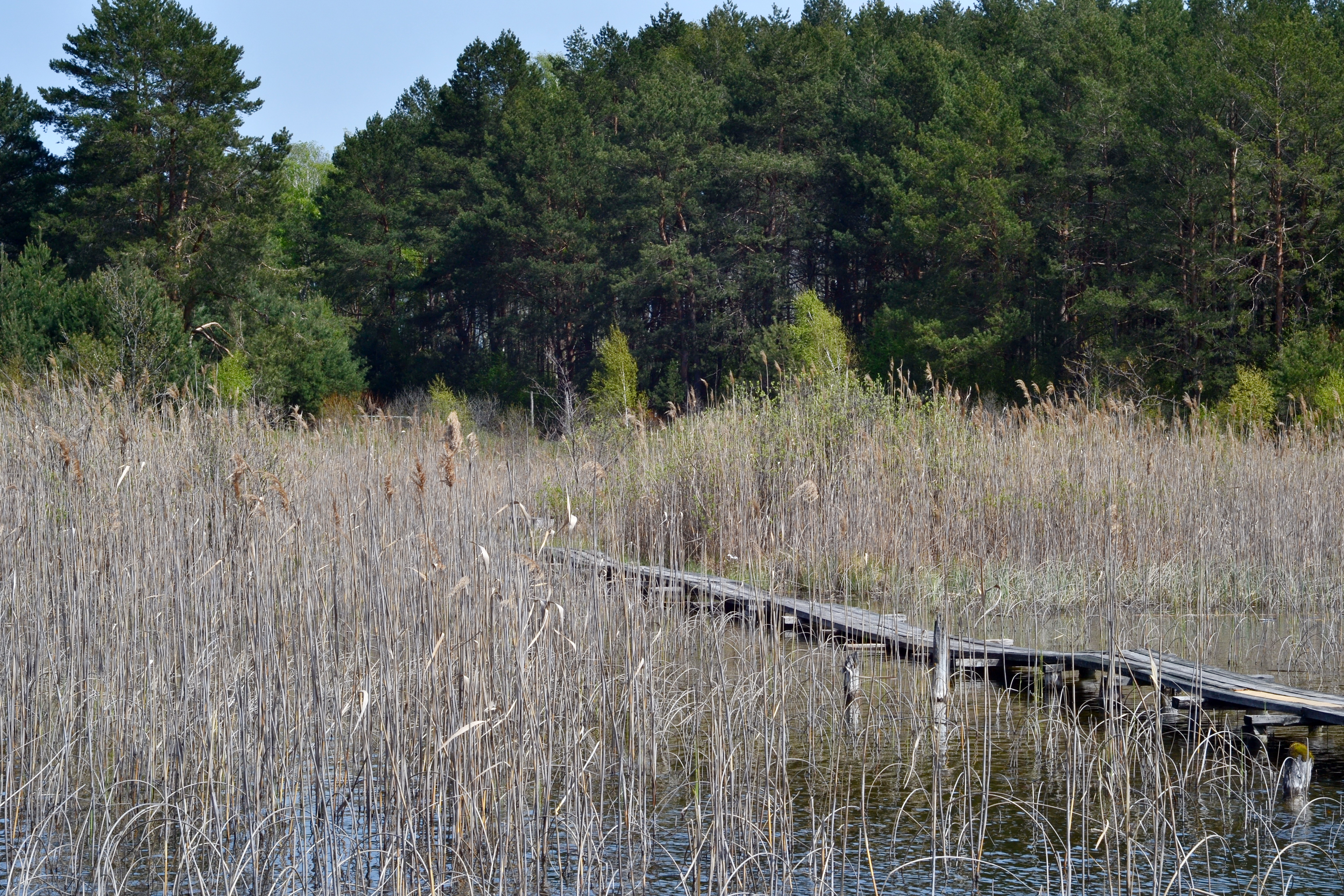
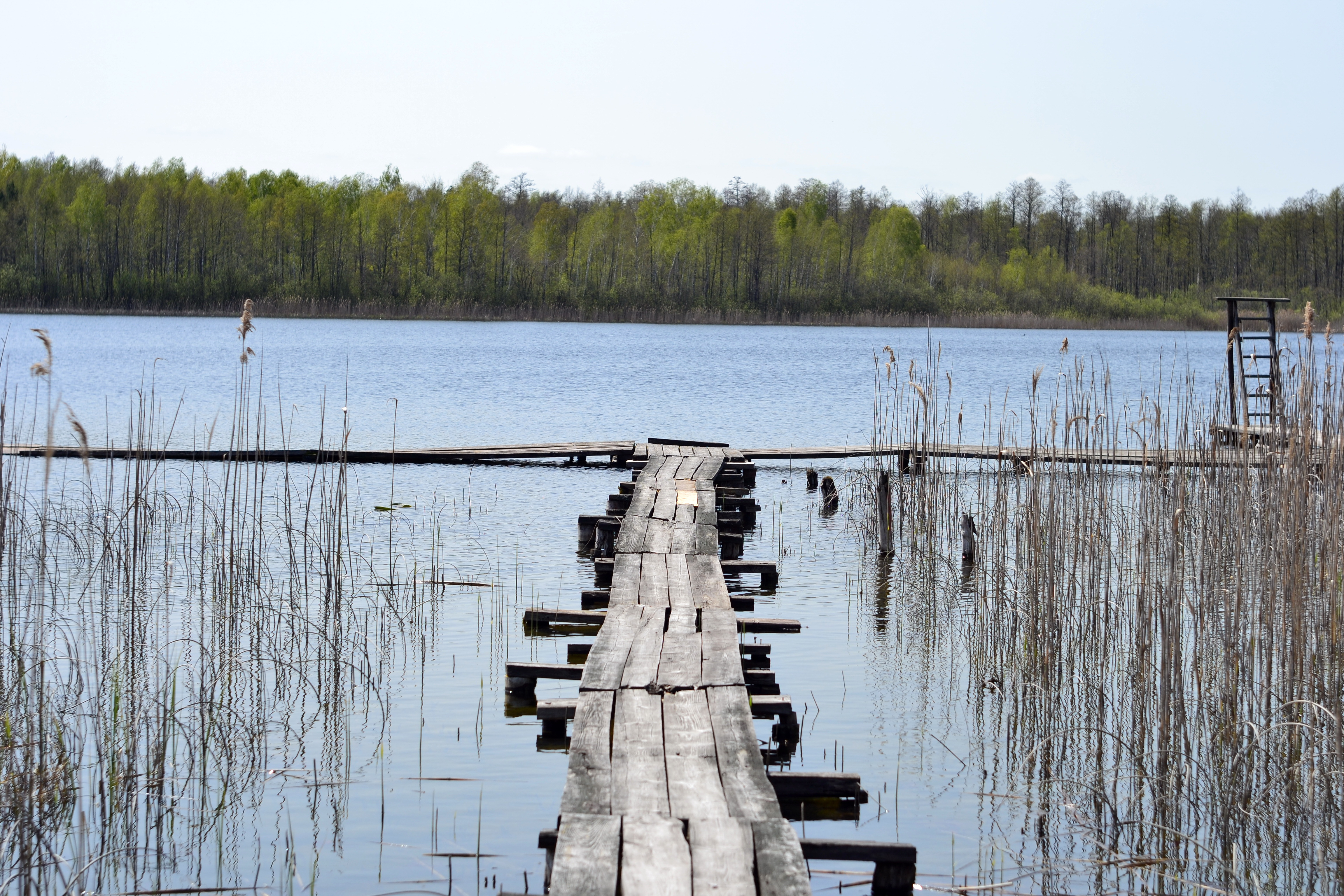
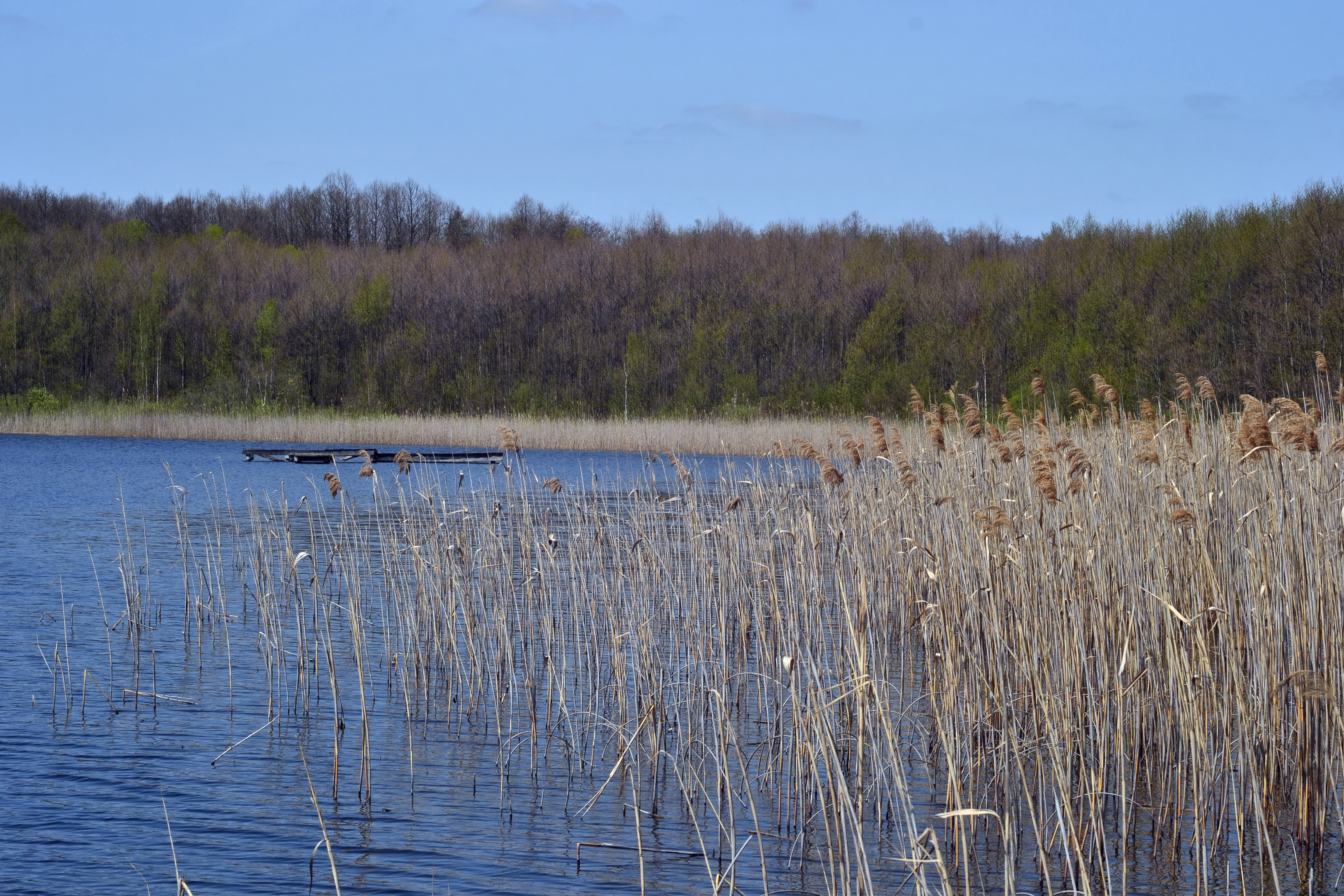
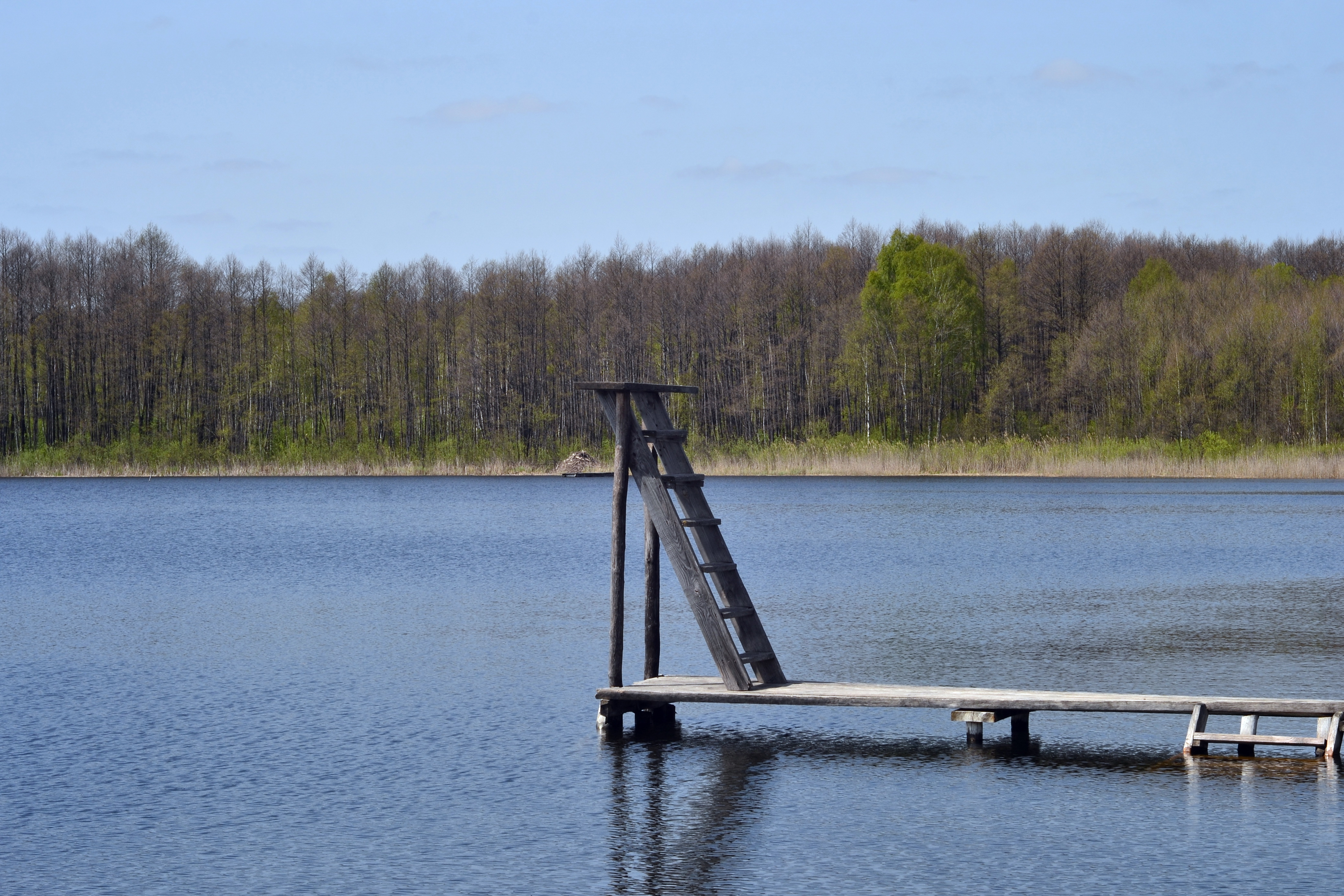
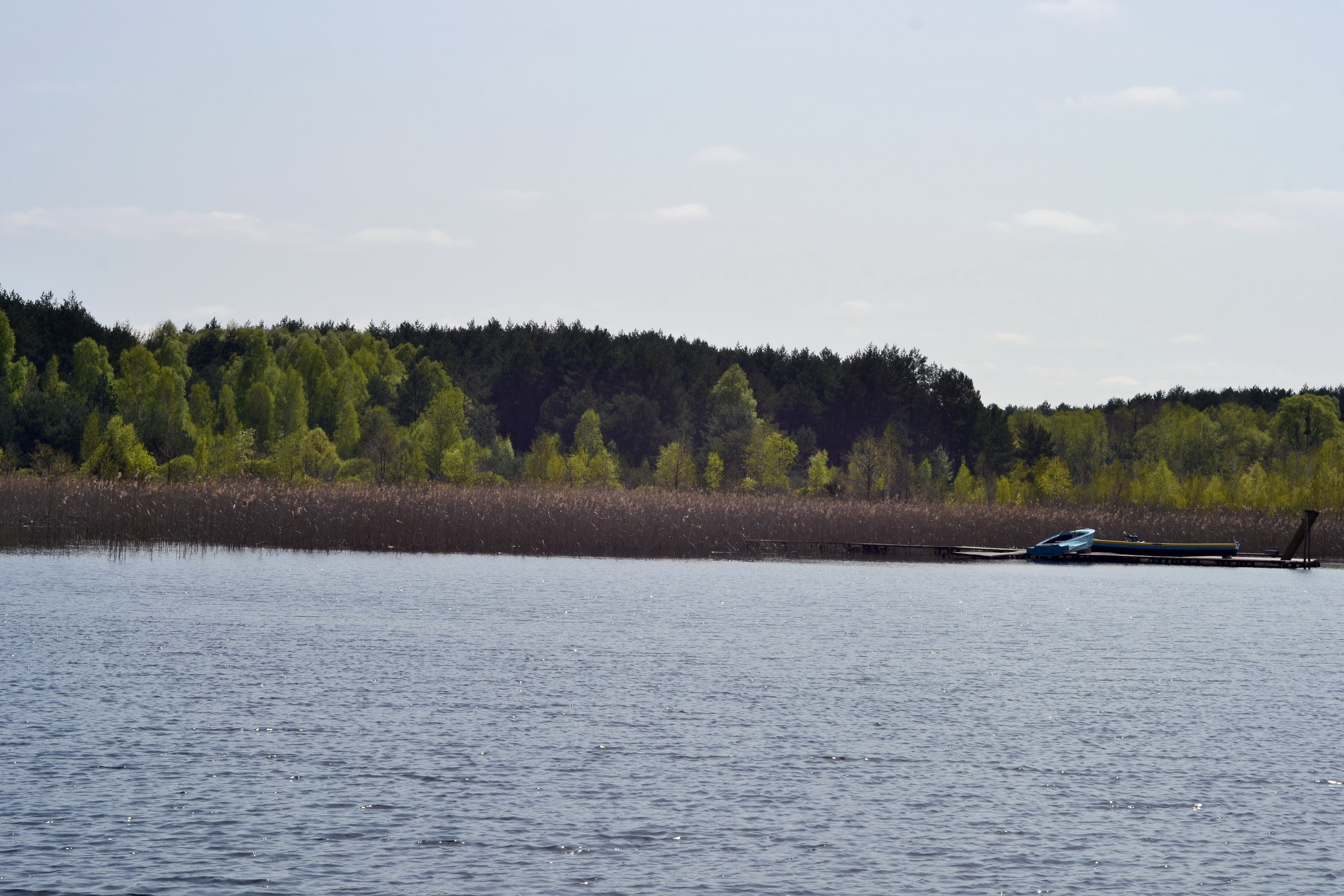
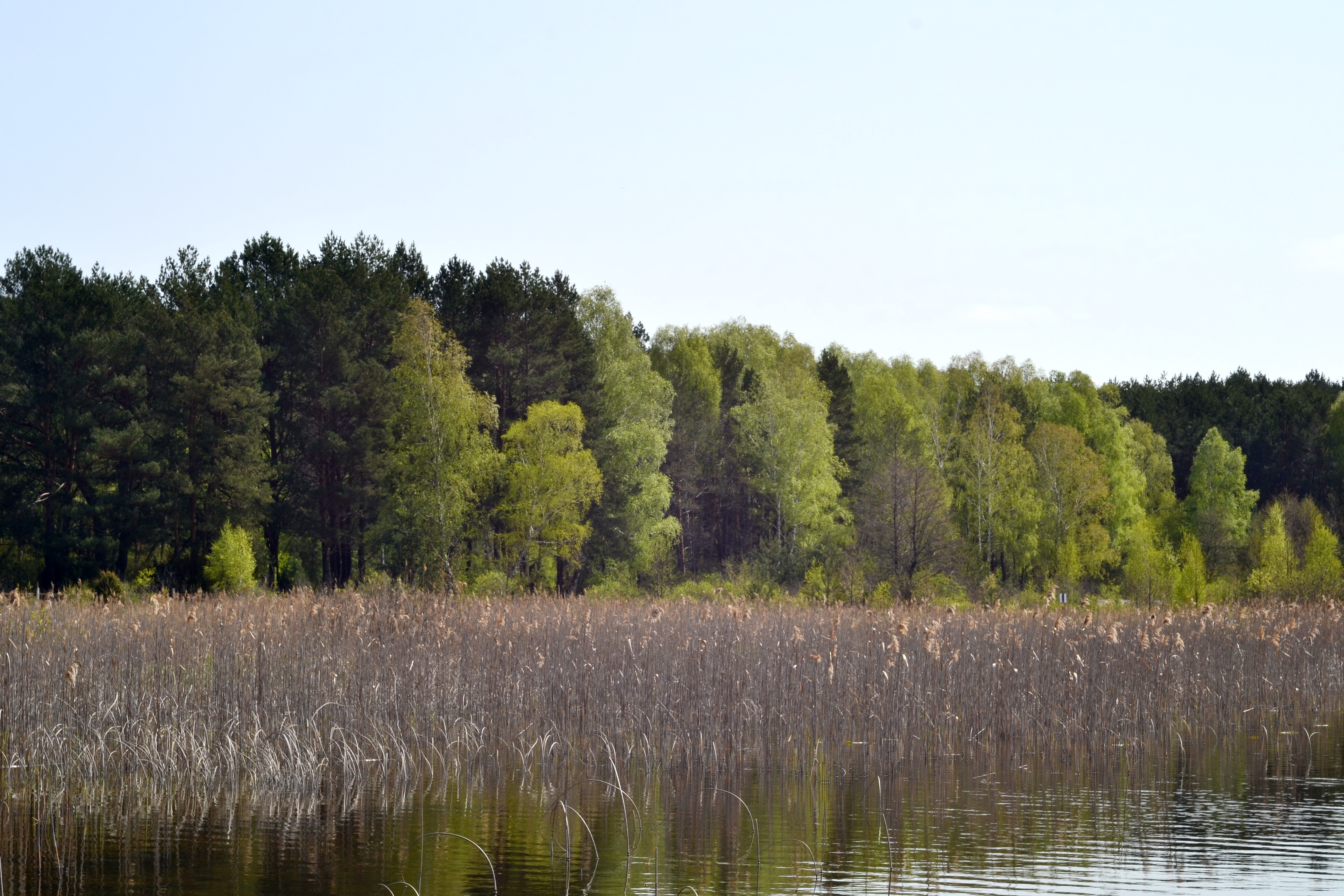
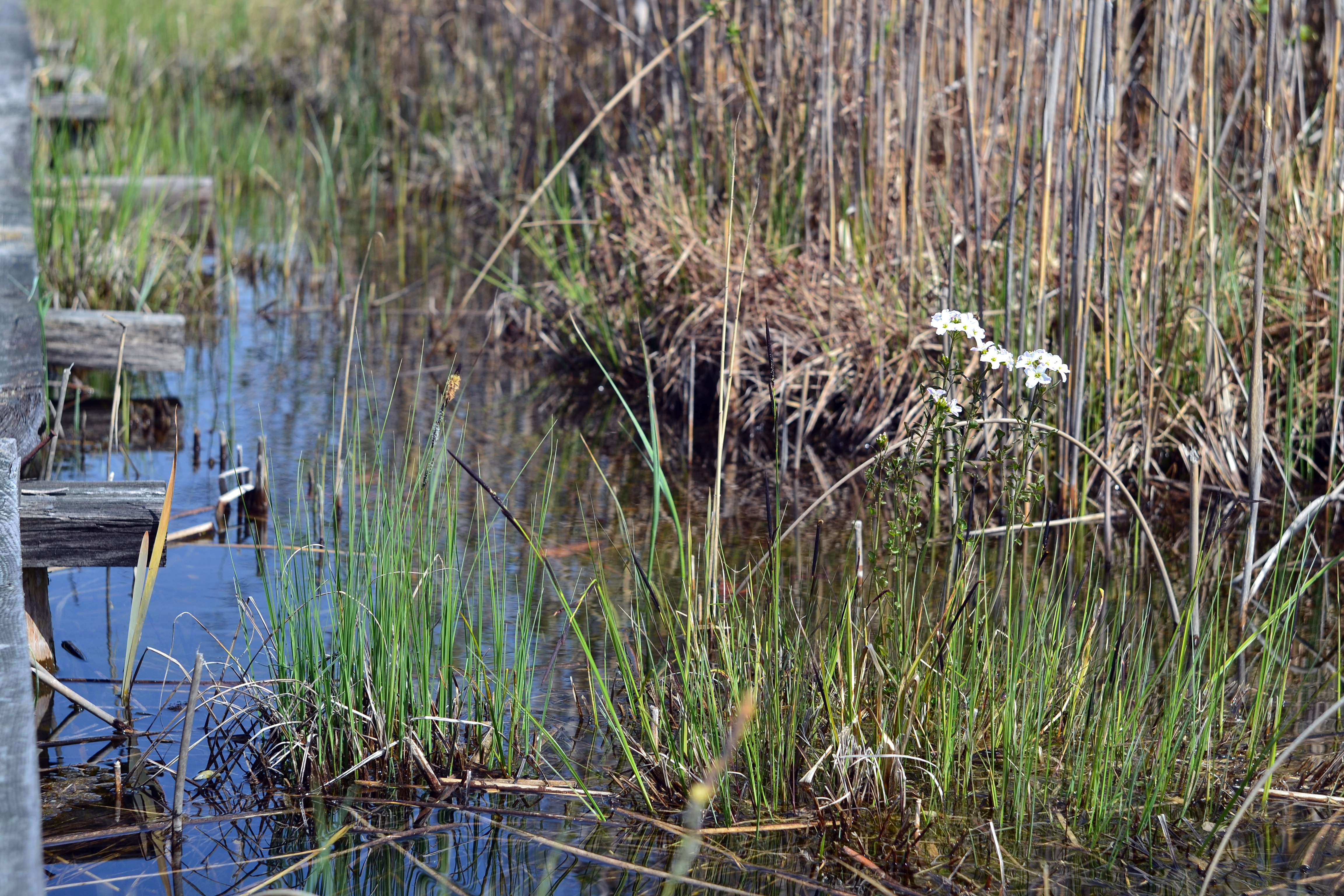
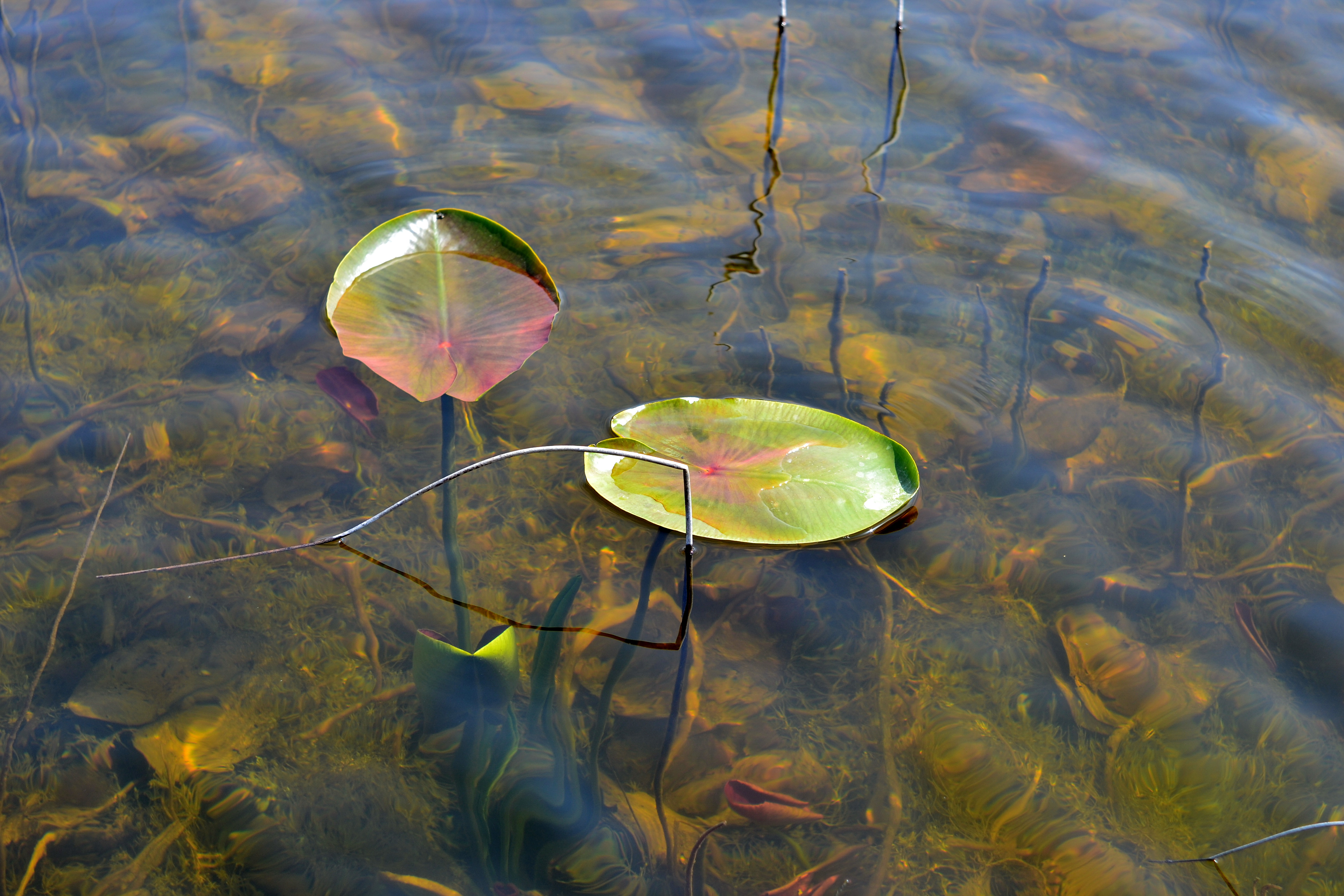
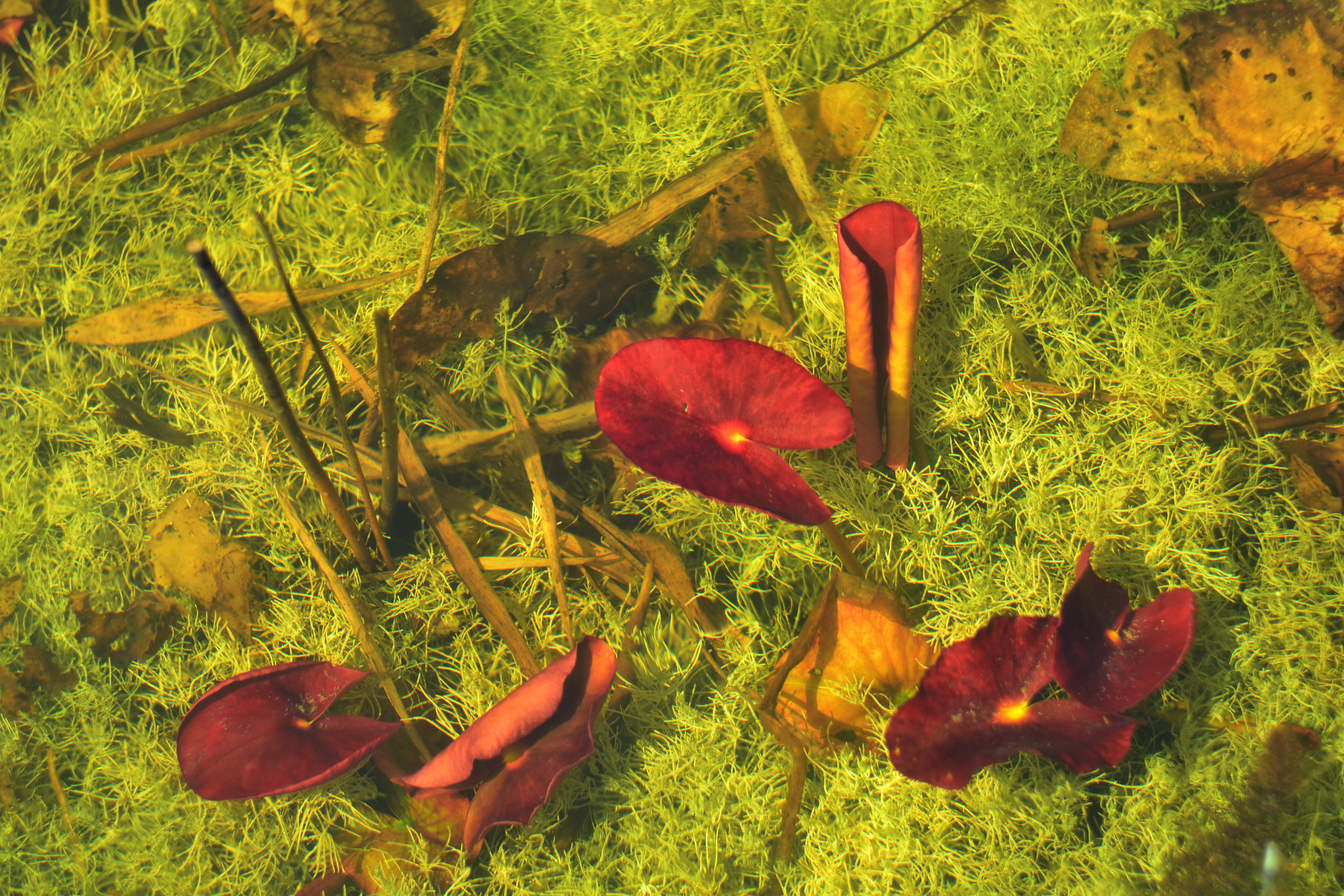